# مانتفیلد، ساسکس شرقی
مانتفیلد (به انگلیسی: Mountfield) یک روستا و محله مدنی در بریتانیا است که در Rother واقع شده‌است. مانتفیلد ۱۵٫۳ کیلومتر مربع مساحت و ۶۱۶ نفر جمعیت دارد.